# Кейла (станция)
Ке́йла (эст. Keila raudteejaam) — железнодорожная станция в городе Кейла на линии Таллин — Кейла — Турба/Палдиски/Клоогаранна. Находится на расстоянии 26,8 километра от Балтийского вокзала.
К концу 1958 года, в ходе проведения реконструкции ширококолейных путей, на станции Кейла, так же, как и на других основных станциях: Таллин, Тапа, Тарту, Валга, Юлемисте, Пяэскюла, Сауэ, Йыхви, Вайвара, были удлинены станционные пути. Все пути были поставлены на щебень.
На станции Кейла расположены два низких перрона и пять путей. На станции останавливаются все пассажирские поезда западного направления. Из Таллина в Кейла поезд идёт 35 минут.

## Фотогалерея

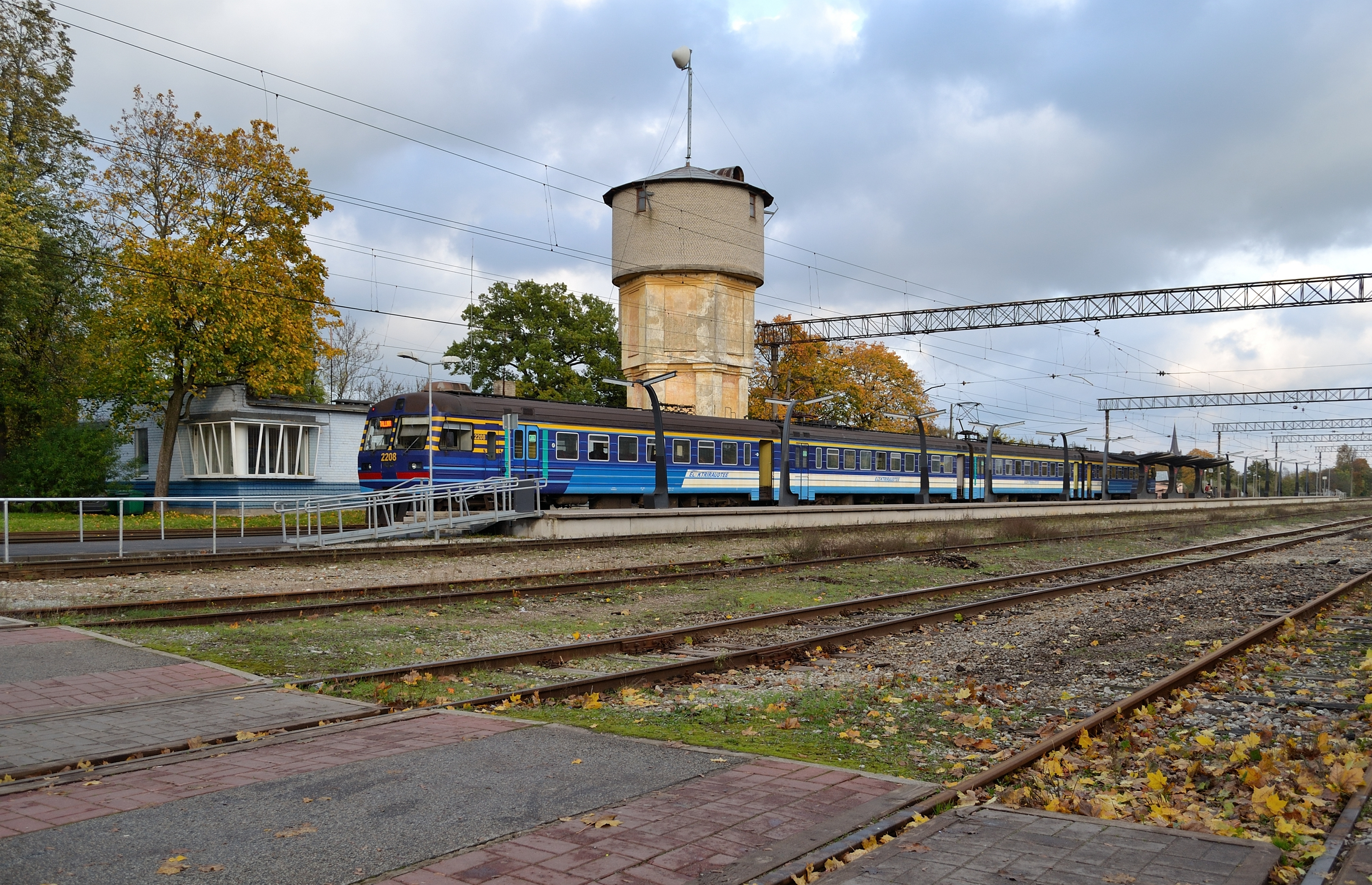
Пути
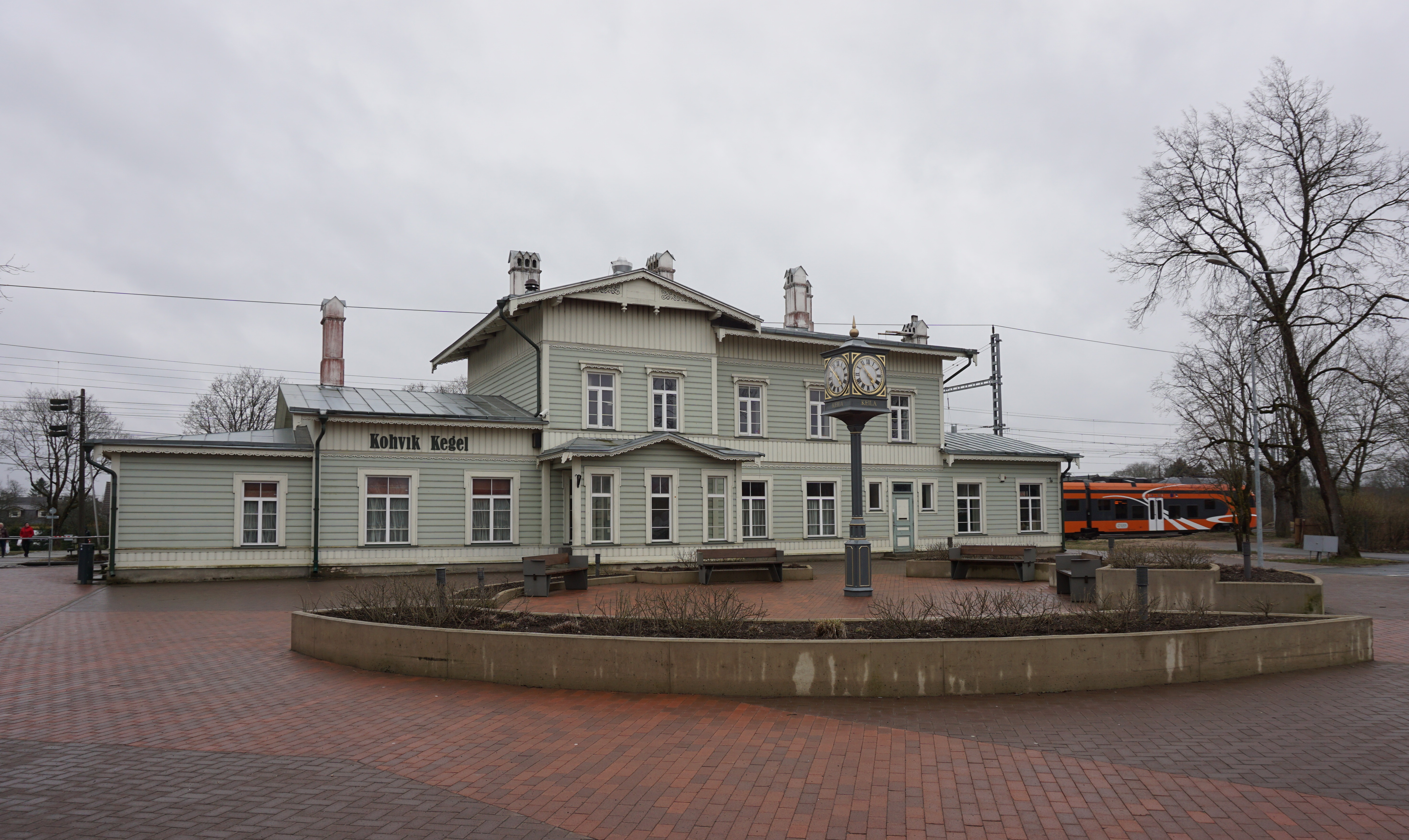
Здание вокзала
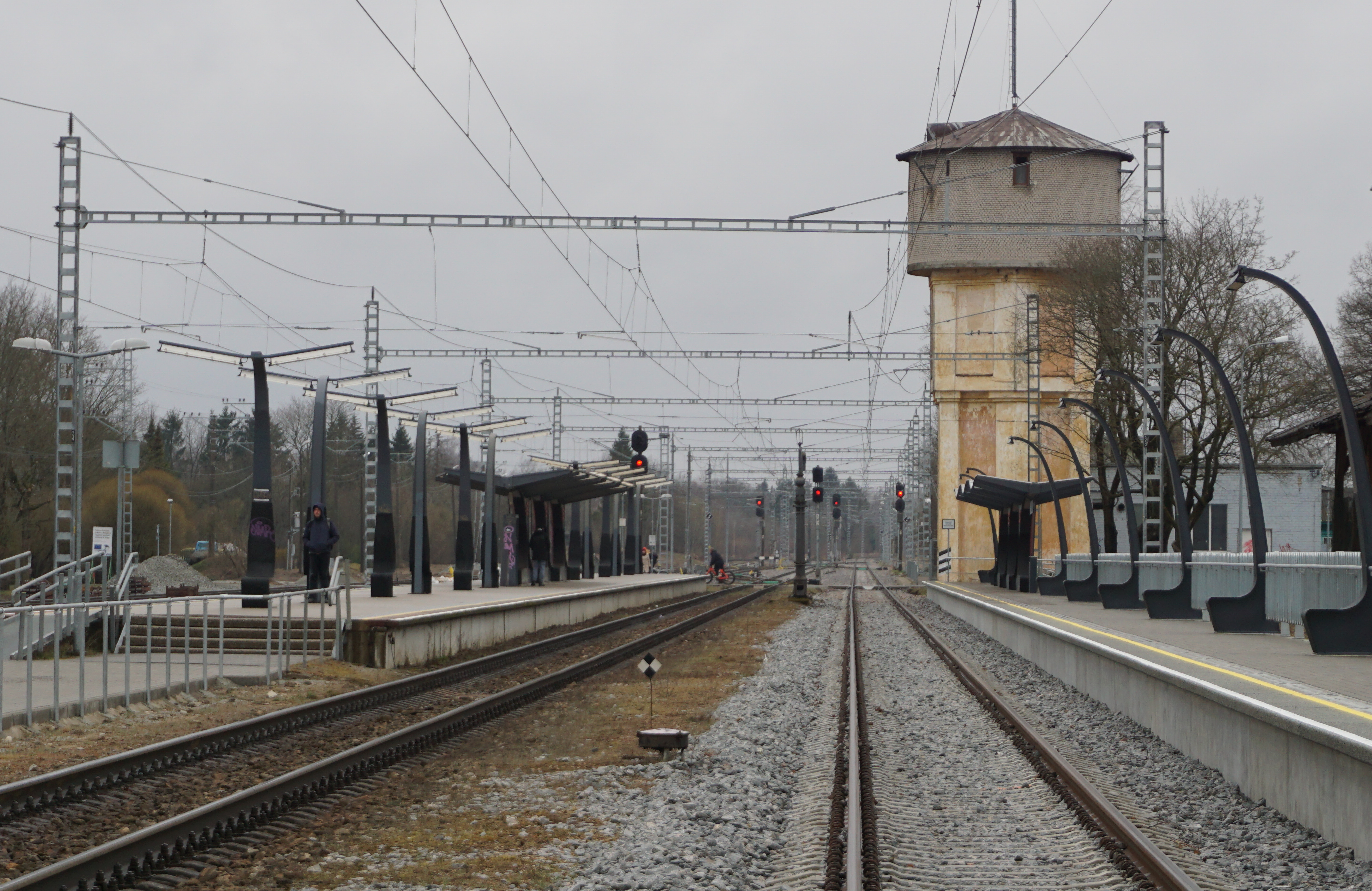
Платформа станции
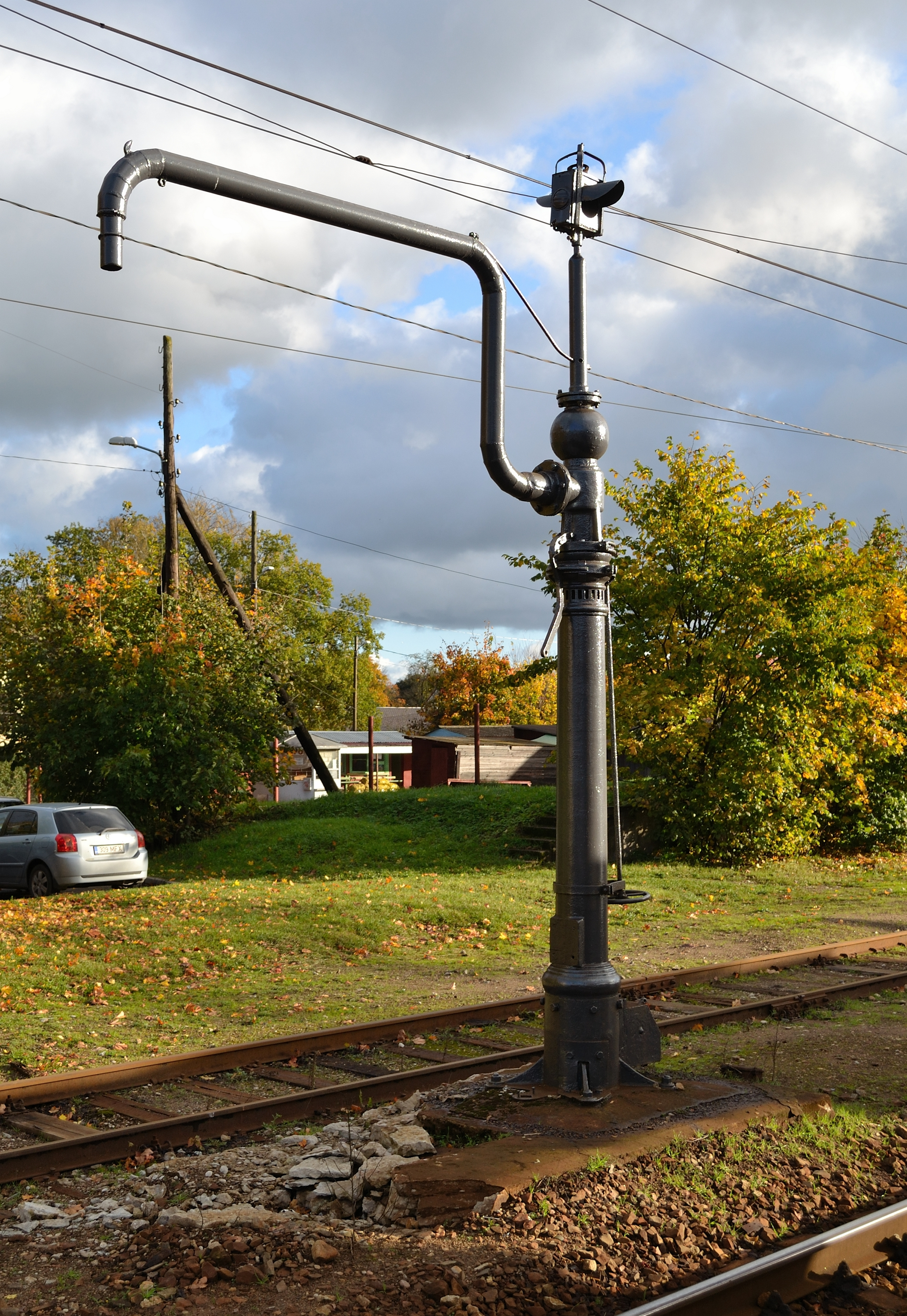
Кран
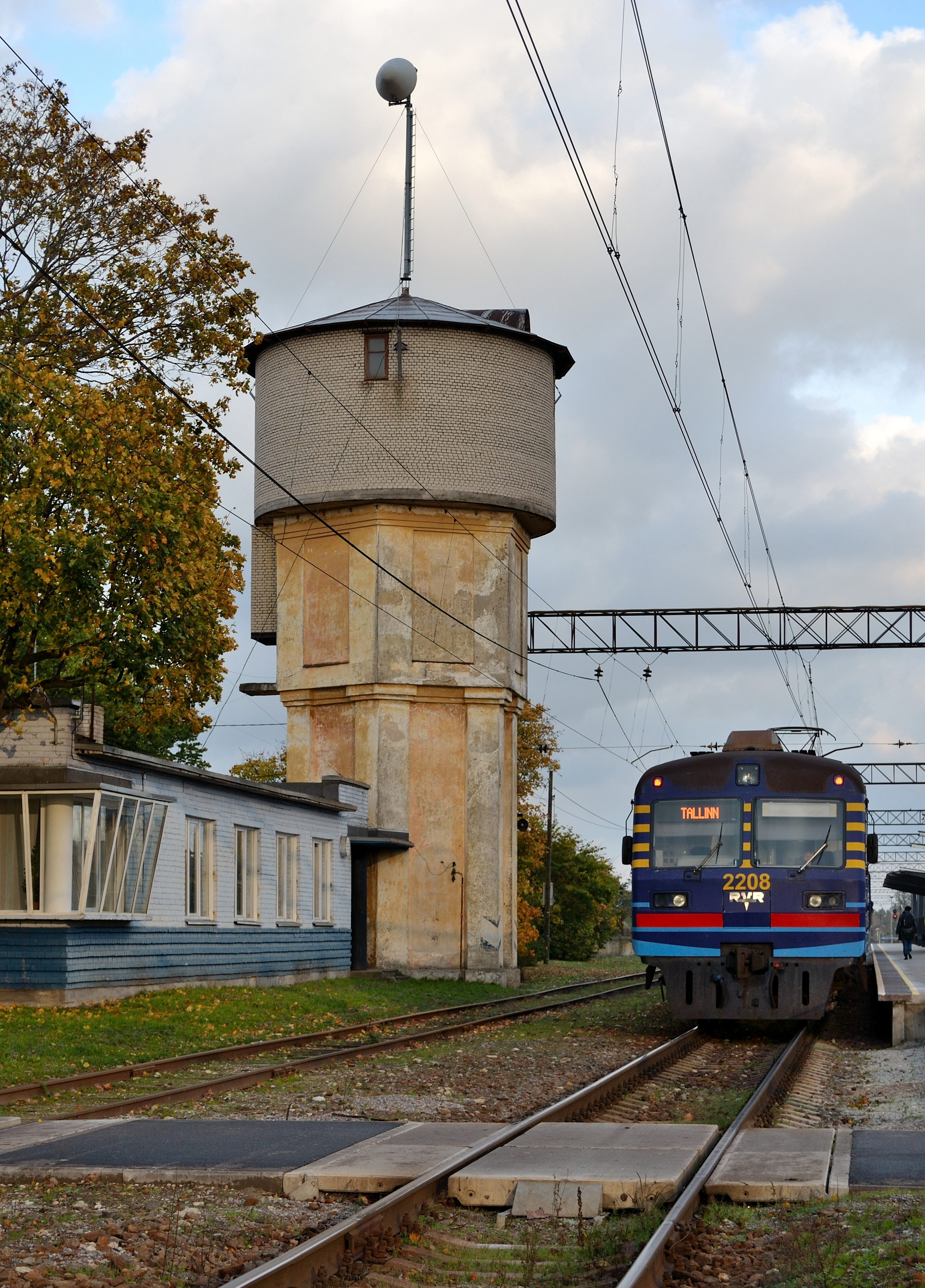
Водонапорная башня
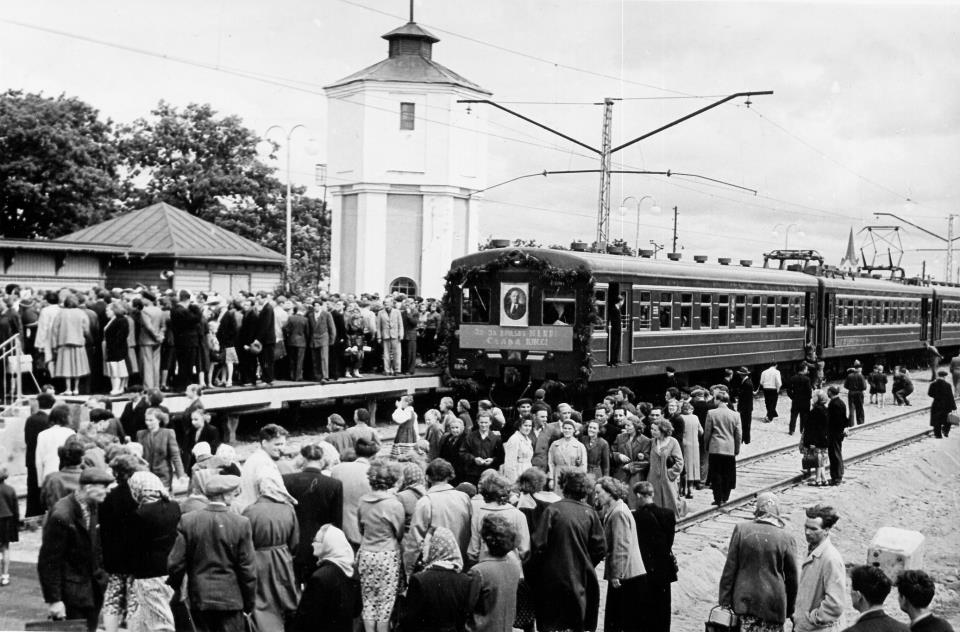
Вокзал в советское время

| На Таллин |       | На Турба                |
| Валингу   | Кейла |                         |
| Валингу   | Кейла | Кулна                   |
| Валингу   | Кейла | На Палдиски/Клоогаранна |
| Валингу   | Кейла | Нийтвялья               |

## Комментарии
1. ↑  Эстонские топонимы, оканчивающиеся на -а, не склоняются и не имеют женского рода (исключение — Нарва)[3].